# Иванов, Владимир Владимирович (медик)
Владимир Владимирович Иванов (30 мая (11 июня) 1873, Царское Село — 13 сентября 1931) — российский и советский дерматовенеролог, доктор медицины, профессор. Ученик и последователь научной школы Т. П. Павлова.

## Биография
Владимир Иванов родился 30 мая (11 июня) 1873 года в Царском Селе — сын смотрителя госпиталя Дворцового ведомства. 
В 1892 году с серебряной медалью окончил Царскосельскую гимназию и в 1897 году лекарем с отличием — петербургскую Военно-медицинскую академию, затем работал ординатором терапевтической клиники. С 1899 года работал в клинике кожных и венерических болезней у Т. П. Павлова.  
В 1900 году защитил докторскую диссертацию на тему «К учению о гистологическом строении сифилидов кожи». В 1900—1902 годах стажировался в Париже в Институте Пастера у И. И. Мечникова и А. М. Безредки, в клиниках Л. Брока, Ж. Дарье, А. Фурнье, в Германии у А. Нейссера, П. Унны, Й. Ядассона. С 1904 года — приват-доцент Военно-медицинской академии. 
С 1913 по 1917 года возглавлял кафедру кожных и венерических болезней Психоневрологического института в Петрограде. С 1917 по 1925 год возглавлял кафедру кожных и венерических болезней 1-го МГУ; в 1919 году был деканом медицинского факультета.
С 1925 года — руководитель дерматологического отдела Института профессиональных заболеваний имени Обуха. В 1920—1928 годах — учёный секретарь Учёного медицинского совета Наркомздрава РСФСР.
Автор около 30 работ в области дерматологии и сифилидологии. Был председателем Всероссийского союза по борьбе с венерическими болезнями, председателем I Всероссийского съезда по борьбе с венерическими болезнями, председателем Московского венерологического и дерматологического общества. Являлся редактором журналов «Дерматология» и «Русский вестник дерматологии». Среди учеников В. В. Иванова профессора Л. И. Эрлих, С. С. Речменский, Д. Л. Воронов.
Умер 13 сентября 1931 года.

## Сочинения
- К учению о гистологическом строении сифилидов кожи кондиломатозного и гумиозного периодов (розеолы, папулы и бугорка), дисс. — СПб., 1900;
- К вопросу о множественном саркоматозе кожи, Клин, журн., JST». 1 № 7. — 1900. — С. 49;
- К вопросу о судьбе палочек проказы в организме животных (морских свинок) // Рус. журн. кожн, и вен. бол. Т. 5. — № 1. — 1903.
- К этиологии папуло-некротического туберкулида (fol-liclis), Сб. работ по дерм, и сифилидол., посвящен. 25-летию врач. деят. проф. Т. П. Павлова. — СПб., 1910. — С. 76;
- О болезнях кожи в военное время // «Русский врач». — Т. 15. —  № 38. — 1916. — С. 889;
- Записки по кожным и венерическим болезням. — М., 1923.